# الاستعادة (فلم)
الاستعادة  (بالإنجليزية: Restoration) هو فيلم دراما تم إنتاجه في الولايات المتحدة وصدر في سنة 1995.

## طاقم التمثيل
- سام نيل
- إيان ماكيلين
- هيو غرانت
- ميغ رايان

## الميزانية والإيرادات
بلغت تكلفة إنتاج الفيلم حوالي 19 مليون دولار بينما حقق أرباحا تقدر بـ 4,005,941 دولار.

### ترشيحات وجوائز
| السنة | الحدث  | الفئة          | النتيجة  |
| ----- | ------ | -------------- | -------- |
|       | أوسكار | أفضل إنتاج فني | فـــــوز |

## وصلات خارجية
- مقالات تستعمل روابط فنية بلا صلة مع ويكي بيانات